# Djellabah

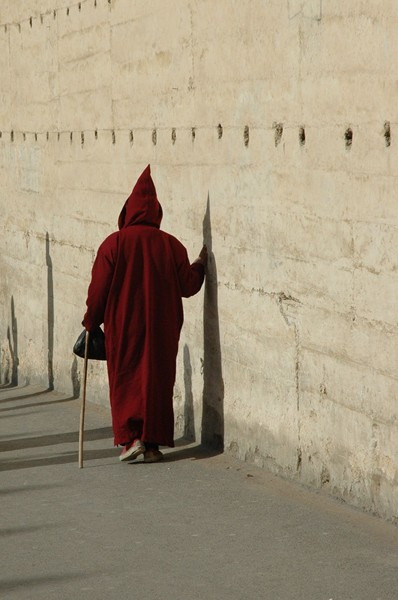
En Marockansk djellabah

Djellabah eller jallaba är en fotsid dräkt sydd av ylle- eller bomullstyg. Den liknar en munkkåpa med hätta och förekommer i Marocko.
Djellabah sägs av många vara förebilden för Jediriddarnas kläder i Starwarsfilmerna.